# Master of the Mint
Der Master of the Mint war der Münzmeister der Royal Mint.

## Geschichte
Das Königreich England sowie das Königreich Schottland hatten zunächst jeweils eigenständige Münzprägeanstalten, bei denen der Münzmeister für die Prägung zuständig war und jeweils durch einen Münzwardein überwacht wurde. Die englische Münzprägeanstalt erlangte im 16. Jahrhundert das Monopol, nach der Vereinigung der Königreiche zum Königreich Großbritannien übernahm sie die übergreifende Zuständigkeit. Zuvor war eine Berufung als Münzmeister auf Lebenszeit üblich, seither war die Amtszeit oftmals auf vier bis fünf Jahre begrenzt.
Nach dem Tod Thomas Grahams 1869 wurde das Amt abgeschafft und die formale Zuständigkeit auf den Schatzkanzler übertragen, der in der Folge neu geschaffene Deputy Master of the Mint ist seither der operative Leiter der Royal Mint.

### Berühmte Amtsinhaber
- William Hastings, 1. Baron Hastings (1461–1483)
- Isaac Newton (1699–1727, zuvor auch Münzwardein)
- George Eden, 1. Earl of Auckland (1830–1834)
- William Ewart Gladstone (1841–1845)
- John Herschel (1850–1855)
- Thomas Graham (1855–1869)